# Gabriel Senanes

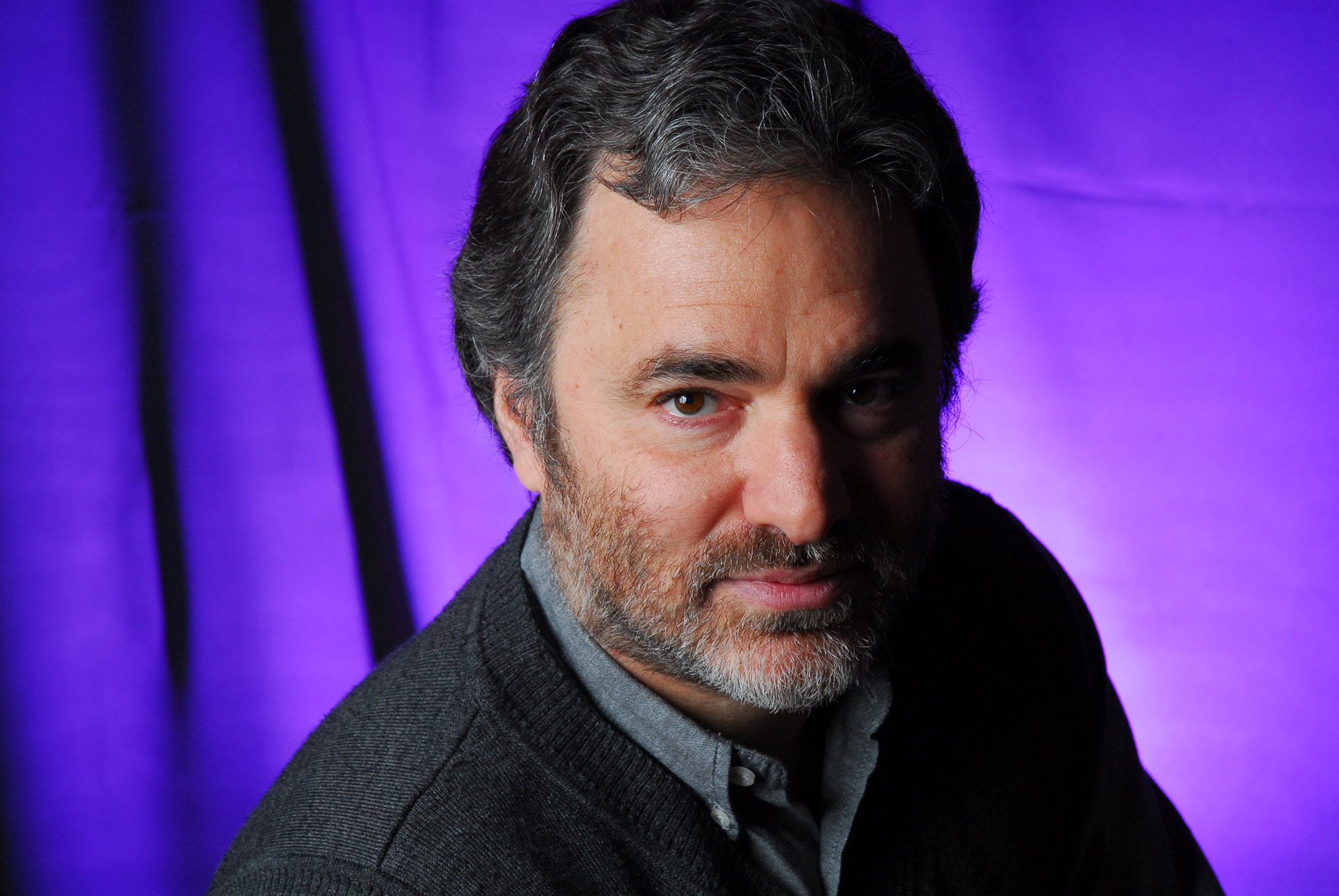
Gabriel Senanes, 2006

Gabriel Senanes (* 16. April 1956 in Buenos Aires) ist ein argentinischer Komponist und Dirigent.

## Leben
Senanes erhielt seit den 1990er Jahren zahlreiche Kompositionsaufträge brasilianischer und internationaler Künstler und Kulturinstitutionen. So beauftragten ihn die Organization of American States und das Interamerican Music Council mit der Komposition der Oper Ring Side. Für Fernando Suárez Paz, den Geiger Astor Piazzollas, schrieb er 1996 das Concierto en canto negroriano, das Suárez Paz unter seiner Leitung uraufführte und aufnahm. Für das Orquesta Mayo entstanden 1997 Tres retratos entrañables, deren Uraufführung das Orchester unter Leitung von Dmitri Manolov spielte. Zum 100. Geburtstag von Jorge Luis Borges komponierte er Proa al Este und leitete 1999 die Uraufführung mit dem Nationalen Sinfonieorchester von Argentinien. Im Auftrag von Paquito D’Rivera und dem American Saxophone Quartet entstand sein Cubamericargie Quintet, im Auftrag von Jorge de la Vega und Andrea Merenzon die Suite antipopular. Im Auftrag des französischen Saxophonisten Claude Delangle schrieb er Stücke zum Musica 99 Strasbourg Festival.
Viele seiner Werke wurden im Rundfunk oder Fernsehen ausgestrahlt und auf CD aufgenommen. An der LP Cartón lleno (1987) und der CD Vía Libre wirkten Musiker wie León Gieco, Fernando Suárez Paz, Liliana Vitale, Roberto Fernández, Andrea Merenzon und Gabriel Pérsico mit. 2000 erschien die CD Kasakoff plays Senanes, auf der Susana Kasakoff Klavierwerke Senanes' spielte. Im gleichen Jahr veröffentlichte Senanes ein Album mit dem Tangodichter Enrique Cadícamo und den Musikern Leopoldo Federico, Néstor Marconi, Julio Pane, Fernando Suárez Paz, Nicolás Ledesma, Horacio Cabarcos, Aníbal Arias und Lucho González. Die CD Riberas (Shores), auf der Paquito D’Rivera und das Cuarteto de cuerdas Buenos Aires Senanes' Certeza incierta, la vida und Piazzollas Concierto para quinteto spielten, war die erste argentinische Klassikaufnahme, die einen Grammy (2004) gewann.
Daneben wirkt Senanes als Musikjournalist – sein Buch 4 × 4 = Rock, diálogos con músicos de rock argentinos erschien 1980 – und war Juror verschiedener Musikwettbewerbe. 2002 wurde er zum Musikdirektor der Stadt Buenos Aires berufen, von 2002 bis 2004 war er Generaldirektor und musikalischer Leiter des Teatro Colón. 2007 wurde er zum Composer in Residence am Massachusetts Institute of Technology berufen. Seit 2006 leitet er das Trio SenaneS 3 mit Pablo Marcovsky und Diego Arnal.

## Werke
- Bandada, Sinfonie für Blasmusik, 1986
- Bandida (Sinfonía para Banda) für Blasmusik, 1986
- Oboide für Oboe und Orchester, 1992
- Suite a cuerda für Streichorchester, 1991
- Ring-Side, opera en siete rounds, 1995
- Hércules en la Perfumería für Orchester, 1995
- Campechana für Streichorchester, 1995
- Concierto en canto negroriano für Violine und Orchester, 1996
- Four fatos for Fats für Trompete und Orchester, 1996
- Tres retratos entrañables für Orchester, 1997
- QuinteTo Cante (¿Quin te toca ante?) für Bläserquintett, 1998
- Cuartetango für Streichquartett, 1999
- En una petite garconiere de Paris (Texte von Enrique Cadícamo), 1999
- Gatongo Atunaleza für Flöte, Klarinette, Violine und Cello, 1999
- Cubamericargie Quintet, 1999
- En claves celestiales, 1999
- Proa al este (Monumento sonoro a Borges) für Orchester, 1999
- Suite antipopular für Flöte, Fagott und Orchester, 1999
- Certeza incierta, la vida, drei Sätze für Klarinette und Streichquartett, 2001
- Prosa Sinfónica für großes Orchester, 2002
- Altergato (Tres Tristes Traviesos en Treviso) für Orchester, 2004